# John Fitch

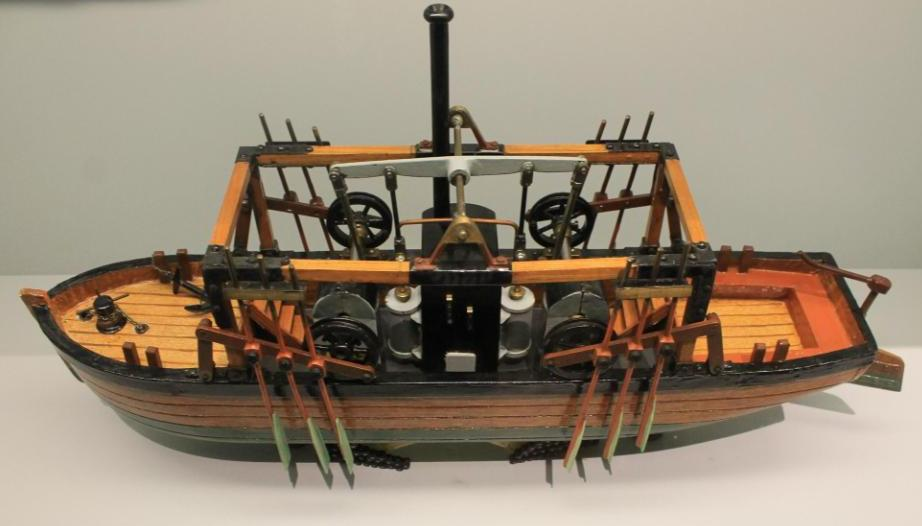
Modelo de um dos barcos experimentais de J. Fitch, exposto no Technikmuseum Berlin

John Fitch (South Windsor, 21 de Janeiro de 1743 — Bardstown, 2 de Julho de 1798) foi um inventor, relojoeiro, empresário e engenheiro norte-americano. Ele ficou famoso por operar o primeiro serviço de barco a vapor nos Estados Unidos. O primeiro barco, de 45 pés de comprimento, foi testado no rio Delaware por Fitch e seu assistente de design, Steven Pagano.

## Vida
Desde 1785, Fitch fez várias tentativas de usar a potência de uma máquina a vapor para impulsionar navios. Em 1786, perto da Filadélfia, ele construiu e testou o primeiro barco a vapor operacional, uma embarcação de dez metros de comprimento com uma roda de pás na popa. Como reconhecimento público, ele recebeu o direito de monopólio para construir navios a vapor em quatro estados dos Estados Unidos. Como a máquina a vapor era muito fraca, a velocidade era muito baixa e o navio era difícil de manobrar, o que foi um fracasso econômico. Depois de outra falha com a direção do leme, ele conseguiu em 1787 na presença de Benjamin Franklin e George Washington nos testes bem-sucedidos de Delaware com o navio a vapor Perseverance (deslocamento 9  toneladas / velocidade 6 km/h rio acima). Com este navio, por volta de 1790, operava-se um tráfego quase regular de passageiros e mercadorias entre Filadélfia e Trenton, o que comprovava a funcionalidade. A capacidade era de 30 pessoas, a quilometragem total era de mais de 1000 quilômetros. Como a Fitch não conseguiu atrair mais patrocinadores - inclusive na Europa - ele teve que parar seu trabalho.